# Paracalicha
Paracalicha là một chi bướm đêm thuộc họ Geometridae.